# 羅蒂弗盧

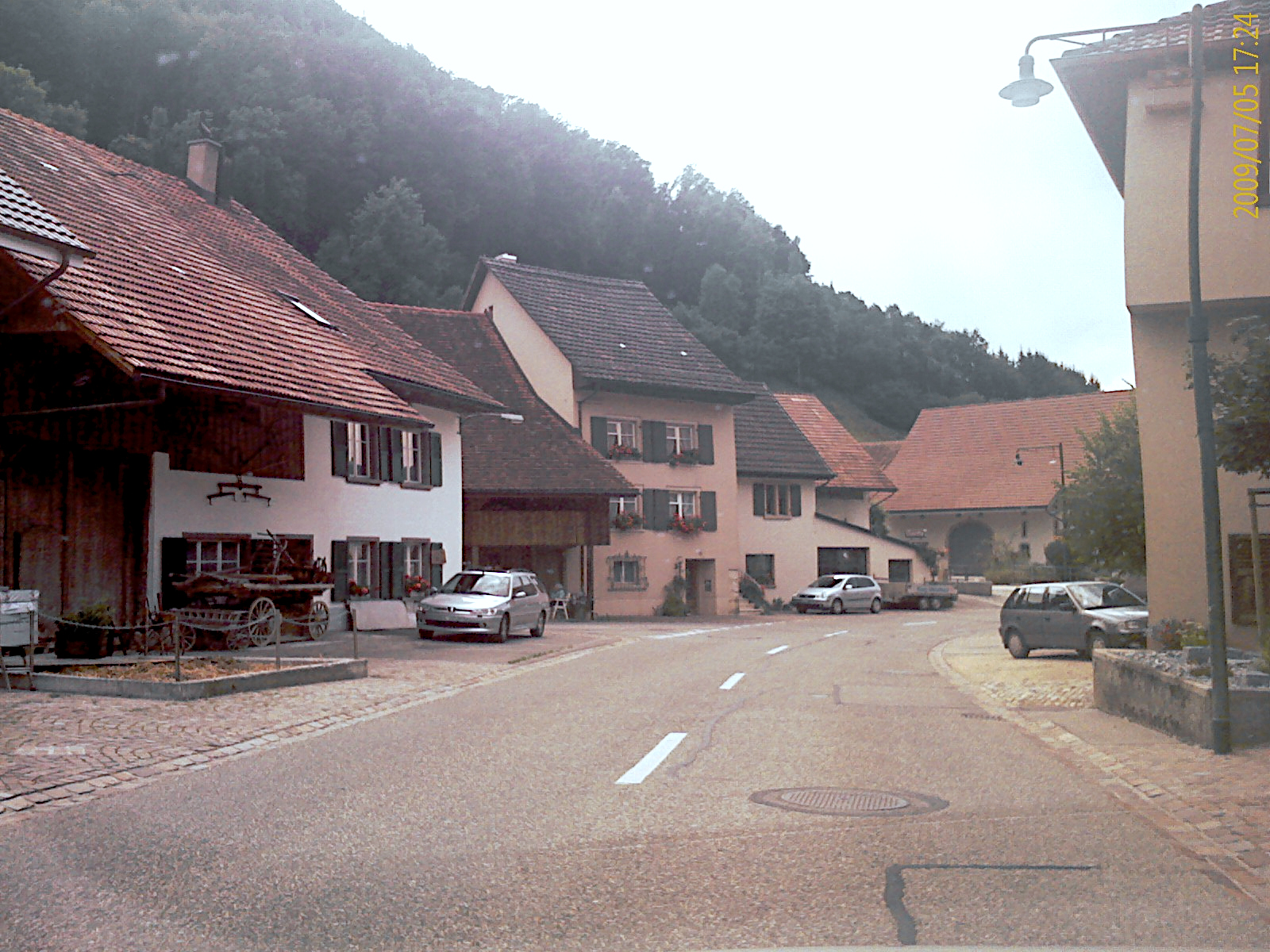

羅蒂弗盧是瑞士的城鎮，位於該國北部，由巴塞爾鄉村州負責管轄，面積10.93平方公里，海拔高度471米，2012年人口783，七成人口信奉基督教，人口密度每平方公里72人。

## 外部連結
- Official website （页面存档备份，存于） （德文）